# Echoes from future memories
Echoes from future memories is een studioalbum van Gert Emmens en Ruud Heij. In tegenstelling tot het voorgaande album Signs gebruiken Emmens en Heij op dit album weer volop sequencers. Toch is de ambientmuziek van het vorig album niet geheel verdwenen. Het album past binnen de elektronische muziek van de Berlijnse School van Tangerine Dream uit beginjaren zeventig van de 20e eeuw. Opnamen vonden plaats in Utrecht (studio van Heij) en Arnhem (studio van Emmens). 

## Musici
- Gert Emmens, Ruud Heij – synthesizers, elektronica

## Muziek
| Nr. | Titel                                | Duur  |
| --- | ------------------------------------ | ----- |
| 1.  | Secrets lie within the event horizon | 12:24 |
| 2.  | Depth of prolonged nature            | 21:20 |
| 3.  | Whispering winds over dusty roads    | 17:04 |
| 4.  | Echoes from future memories          | 24:30 |